# Blockland
Blockland  è un videogioco per computer basato sul motore di gioco Torque Game Engine, in cui i giocatori costruiscono principalmente edifici e altri tipi di oggetti usando mattoncini simili ai Lego. Il gioco dispone di una modalità singolo, multigiocatore online e LAN. Sviluppato da Eric "Badpsot" Hartman, nel 2004 la beta era giocabile; il 24 febbraio 2007 fu pubblicato il gioco completo.
Blockland non è affiliato in alcun modo con la marca LEGO, anche se quest'ultima aveva offerto a Badspot di comprare il medesimo gioco.
Il 16 dicembre 2013 Blockland fu distribuito su Steam con lo Steam Greenlight. Nel febbraio 2016, la comunità del gioco conta più di 200.000 utenti.

## Modalità di gioco
Blockland è un gioco Sandbox non lineare, senza obiettivi specifici, concedendo così una totale libertà di costruzione al giocatore. Il giocatore controlla un omino simile alle Minifigure LEGO con cui può costruire qualsiasi cosa. Si può costruire in modalità giocatore singolo o multigiocatore (online o LAN).
Un giocatore in possesso della versione completa di Blockland potrà ospitare un server, capace di tenere fino a 100 giocatori, anche se ci sono stati casi in cui si potevano trovare server con più di 100 giocatori.
Usando determinati strumenti in gioco, il giocatore può cambiare l'aspetto e le funzionalità di qualsiasi mattoncino, aggiungendo luci, effetti, colori, oggetti, altri strumenti ed "eventi". Blockland contiene anche veicoli distruttibili, PNG (controllabili in determinate condizioni), una lista moderata di armi, la possibilità di salvare e caricare le costruzioni e creare minigiochi.
Quest'ultimo permette di creare modalità di gioco veloci e configurabili, per esempio un deathmatch semplice o, con le apposite modifiche, una sopravvivenza contro gli zombi. Blockland consente al giocatore di aggiungere sistemi trigger ed eventi a determinati mattoncini per aumentare l'interattività con essi. Con gli eventi è possibile creare per esempio un bottone per accendere la luce, distruggere un ponte, lanciare un missile o addirittura creare un semplice minigioco come Pong o Breakout. Dalla versione 11 in poi il gioco riceve un aggiornamento sul motore fisico in modo da aumentarne il realismo, regolabile in base alle prestazioni del proprio computer.

### Demo
Nel sito ufficiale è possibile scaricare la Demo gratuita. Sebbene garantisce tutti gli elementi del gioco completo, chi possiede la demo può solo caricare le costruzioni standard. La demo contiene anche un livello tutorial che insegna le basi del gioco ai nuovi giocatori.
È possibile caricare altri livelli per esplorarli o costruirci su. La demo proibisce ai giocatori di giocare online, limitandoli solo al gioco in singolo, ma è tuttavia possibile entrare in server LAN creati da utenti che usano la versione completa del gioco. Inizialmente la demo permetteva di costruire con un limite di 150 mattoncini, ma a partire dal 9 Agosto del 2012, con l'aggiornamento delle ombre e shaders, il limite è stato rimosso. La demo può essere aggiornata alla versione completa del gioco inserendo un codice d'autenticazione dopo il pagamento.

### Eventi
Dalla versione 9 in poi, il gioco consente ai giocatori di modificare i propri mattoncini con eventi trigger e output grazie al Torque Engine. Di default ci sono 55 eventi da assegnare: 25 input e 30 output. Gli output riverseranno l'effetto sul giocatore, sul client, sul mattoncino stesso, su un altro mattoncino o sul minigioco in cui viene usato, e tutte le interazioni vengono effettuate su un apposito GUI. I giocatori possono anche scaricare addon per aggiungere più eventi e facilitare la creazione di essi.

### Ombre e Shaders
Il 9 Agosto del 2012 il gioco ebbe l'aggiornamento "Shadow and Shaders" (Versione 21). Furono rimosse mappe come Kitchen e Bedroom (difettose con l'update) e furono aggiunte ombre e shaders attraverso il linguaggio GLSL. Furono immesse anche nuove modalità di gioco e la possibilità di modificare il tempo, il clima e lo skybox della mappa principale.
Inoltre, è possibile sostituire i file originali dei shaders con dei file immagine personalizzati.

## Sviluppo
Il 15 novembre 2004 fu pubblicata la versione prototipo del gioco, spesso chiamata "Vanilla Blockland". Il "Globe and Mail", una rivista americana, fece un articolo su di esso, mostrando anche come il gioco arrivò a 20,000 utenti interessati che possedevano la copia di questa versione.
A un certo punto, la compagnia di giocattoli LEGO si interessò del gioco e offrì la possibilità a Eric Hartman di venderlo alla compagnia e di lavorarci su per almeno un anno. 
Dopo aver rifiutato, Eric cominciò a lavorare su una versione migliorata del gioco, rimuovendo ogni cosa protette da copyright da parte di Lego. La versione completa fu distribuita il 24 febbraio 2007.

## Modifiche
Blockland dispone di un sistema di addon che permette agli utenti di gestire contenuti personalizzati e scaricati, come nuove armi, veicoli, mattoncini, effetti, eventi, modalità di gioco e altro. Sebbene non sia Open Source, Blockland offre le armi e veicoli di default in forma di addon per mostrare e insegnare agli utenti il funzionamento di essi. Il gioco in sé dispone solo pochi tipi di mattoni, armi e veicoli, quindi, sinteticamente, il gioco è formato da contenuti personalizzati. È possibile trovare la maggior parte degli addon nel forum ufficiale di Blockland.